# Pylaisiadelpha drepanioides
Pylaisiadelpha drepanioides là một loài rêu trong họ Sematophyllaceae. Loài này được Cardot & Dixon mô tả khoa học đầu tiên năm 1912.